# Histoire du sel du Jura

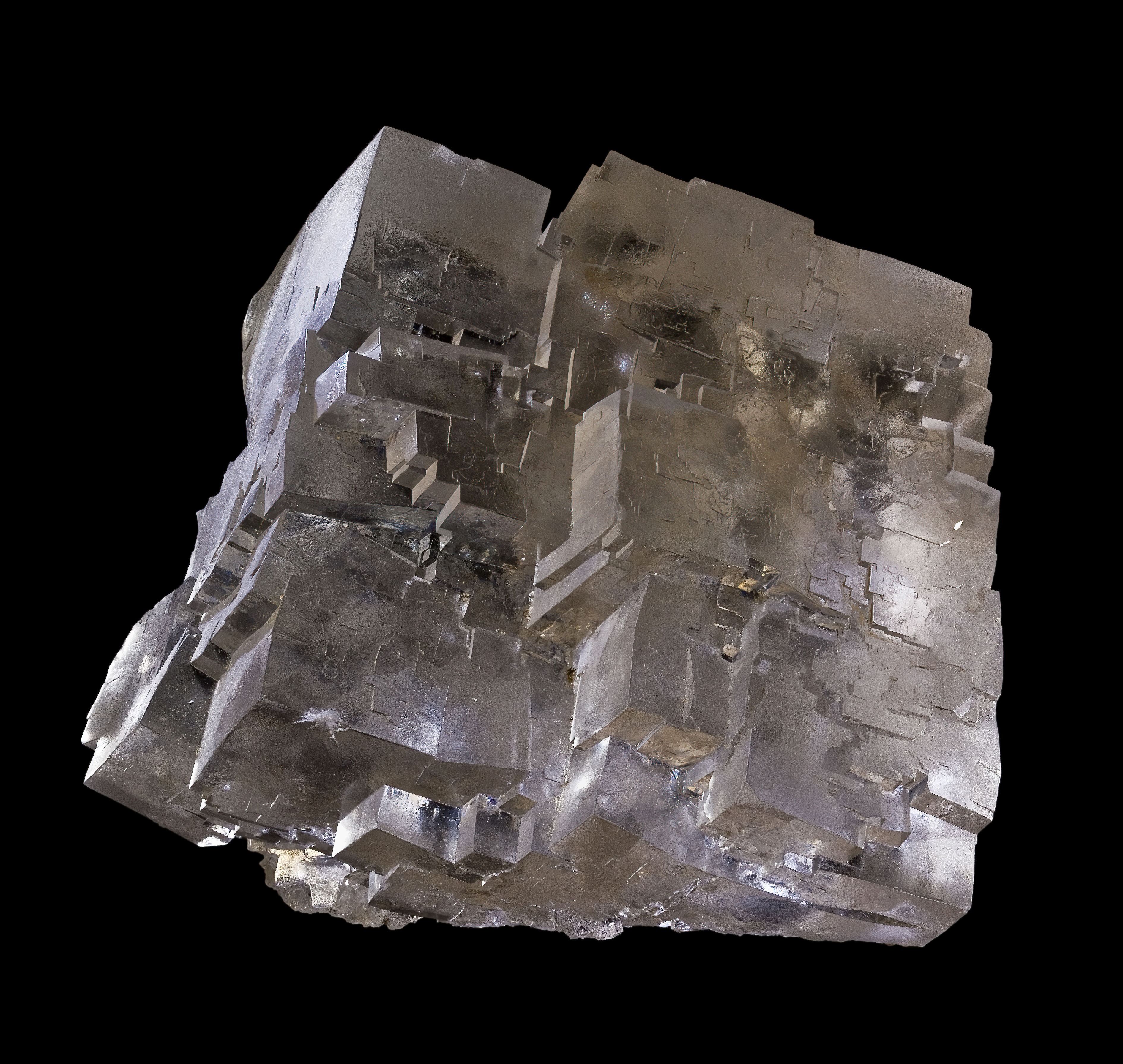
Sel gemme composé de chlorure de sodium du Trias supérieur.

Pour les articles homonymes, voir sel.
L'histoire du sel du Jura fait référence à sa formation depuis le Trias supérieur, et son exploitation, sur ce qui est aujourd'hui le département du Jura, du bassin salifère de Franche-Comté.
Exploité dès la préhistoire et en tout cas dans l'Antiquité latine, le sel du Jura devient une source de richesse vers le VIe siècle quand l'abbaye d'Agaune (canton du Valais, en Suisse) reçoit en donation du roi de Bourgogne Sigismond des droits sur les salines de Salins. Au Xe siècle, ces salines passent sous le contrôle féodal de ce qui deviendra la seigneurie de Salins acquise par la lignée des Chalon-Arlay au XIIIe siècle. Aux XVe et XVIe siècles les salines de Salins (seules alors en activité) sont restructurées en monopole royal par les Habsbourg espagnols : le roi de France capte ces droits après la conquête de la Franche-Comté au XVIIe siècle et le traité de Nimègue de 1678. L'exploitation du sel de Salins est de moins en moins productive et la nécessité de disposer de grandes ressources de bois pour les chaudières conduit au grand projet de la saline royale d'Arc-et-Senans près de la forêt de Chaux doloise, les eaux salées étant amenées de Salins par un saumoduc de 21 km. L'exploitation commence en 1779 et s'achève en 1895.
La période médiévale voit aussi l'exploitation des sources salées de Grozon et de Lons-le-Saunier : peu rentables, elles sont abandonnées au XIVe siècle. À l'époque moderne l’exploitation reprend à Montmorot (près de Lons-le-Saunier) où s'édifie la Saline de Montmorot mise en activité en 1752 : elle fermera en 1966. Au milieu du XIXe siècle on crée d'autres sites d'extraction du sel comme la saline de Grozon qui sera exploitée jusqu'en 1944 en association avec une extraction locale de charbon, ou le captage de Poligny pour alimenter l'usine Solvay de Tavaux près de Dole.
À la fin du XXe siècle, le sel du Jura n'est pratiquement plus exploité que dans le thermalisme (Lons-le-Saunier, Salins-les-Bains) mais le souvenir de son histoire qui a fortement marqué la région est mis en valeur par des initiatives comme le musée du sel de Salins-les-Bains ou l'aménagement de la saline d'Arc-et-Senans en centre de rencontres, les deux sites étant inscrits au patrimoine historique mondial de l'Unesco.

## Le sel gemme du Jura

La formation du gisement de sel et de charbon du Keuper en Franche-Comté.

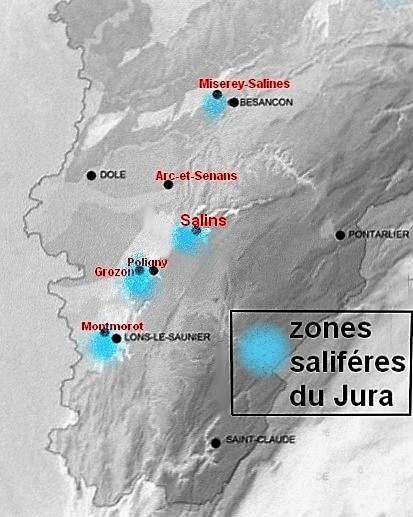
Carte des sites salifères du massif du Jura.

Durant le Trias supérieur (215 millions d’années), la mer Panthalassa qui recouvre tout l'est de la France (partie intégrante du supercontinent Pangée) se retire et laisse une lagune peu profonde de saumure d'eau de mer qui par évaporation forme une très importante couche de plus de 100 mètres d'évaporite (contenant du sel halite / sel gemme)... recouverte avec le temps par différentes couches de sédimentation (plus de 200 mètres de marne et de calcaire). Le massif du Jura se forme il y a 35 millions d’années (Priabonien) par la compression / plissement exercée par les Alpes vers l'ouest (voir géologie du massif du Jura). La couche d'évaporite remonte par endroits vers la surface selon la forme des plis et l’érosion. De l’eau s’infiltre dans le sol par endroits, circule dans les gisements de sel puis resurgit par résurgence.
Les principaux gisements de sel gemme du massif du Jura se répartissent en trois zones prépondérantes. La zone sud est la plus importante : elle se situe en bordure des premiers contreforts du Revermont, avec deux sites principaux Lons-le-Saunier-Montmorot et Salins-les-Bains, mais également avec des gisements à Tourmont, Grozon, Poligny. Plus au nord, près de Besançon une zone moins riche s'étend de Montferrand-le-Château à Châtillon-le-Duc avec les gisements de Pouilley-les-Vignes et Miserey-Salines. Une troisième zone se trouve au nord-est de la Haute-Saône près du Doubs et du Territoire de Belfort dans le bassin houiller keupérien de Haute-Saône dans le secteur de Villersexel et de la Porte de Bourgogne (la zone a été rattachée historiquement à la principauté de Montbéliard) : on repère en particulier Saulnot, Gouhenans, Athesans-Étroitefontaine ou encore Mélecey.
La production à grande échelle et sur une longue période a concerné essentiellement les sites du département du Jura avec au premier plan ceux de Salins (qui ne deviendra Salins-les-Bains qu'en 1926) et Lons-le-Saunier/Montmorot. Les autres zones ont eu une exploitation limitée dans le temps, essentiellement au XIXe siècle. Cette production de sel s'est faite, avec des améliorations techniques au cours des siècles, par le dessèchement des eaux salées (les saumures) captées en profondeur et chauffées (on parle de sel ignigène).

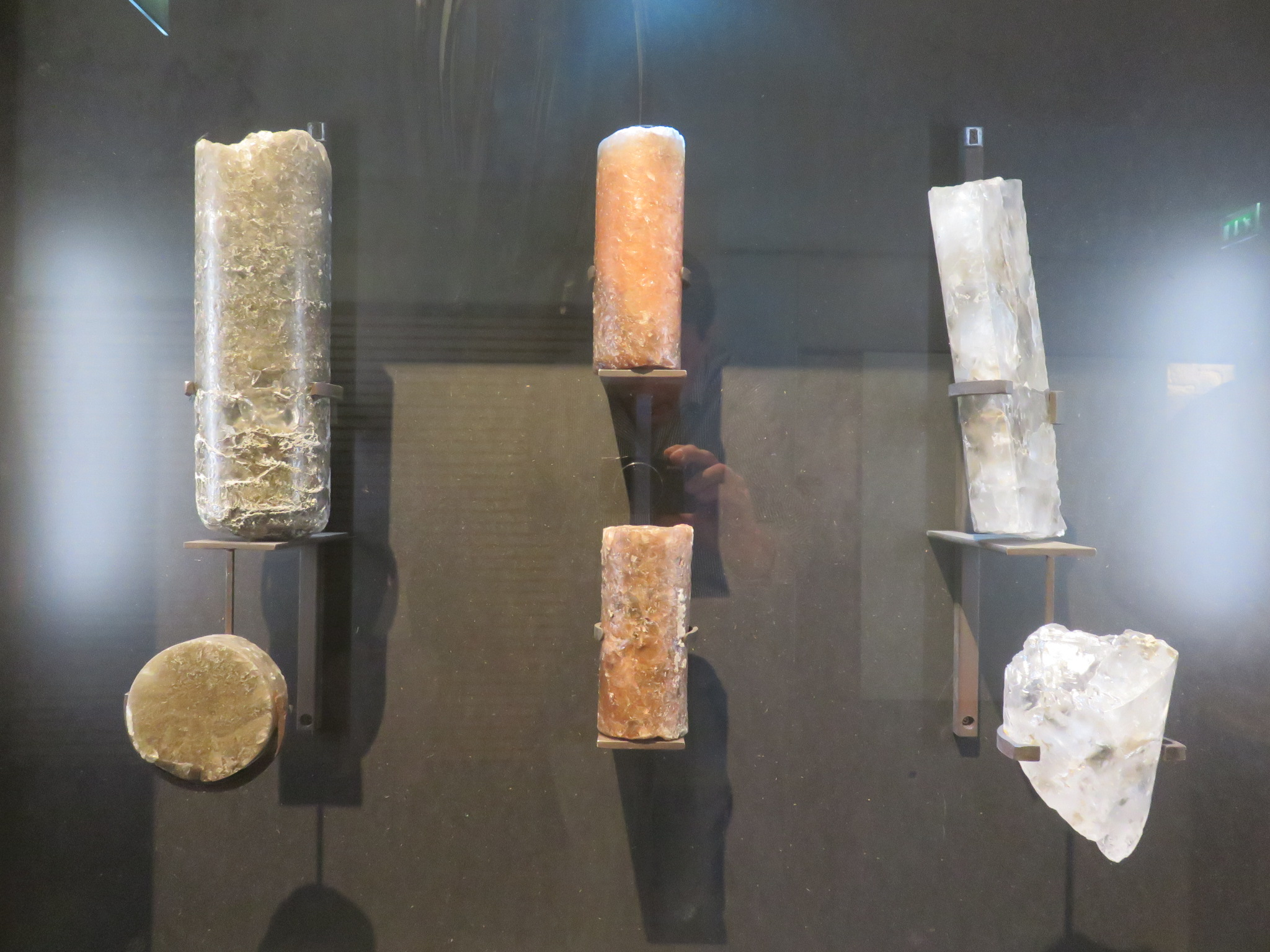
Carottes d'évaporite.
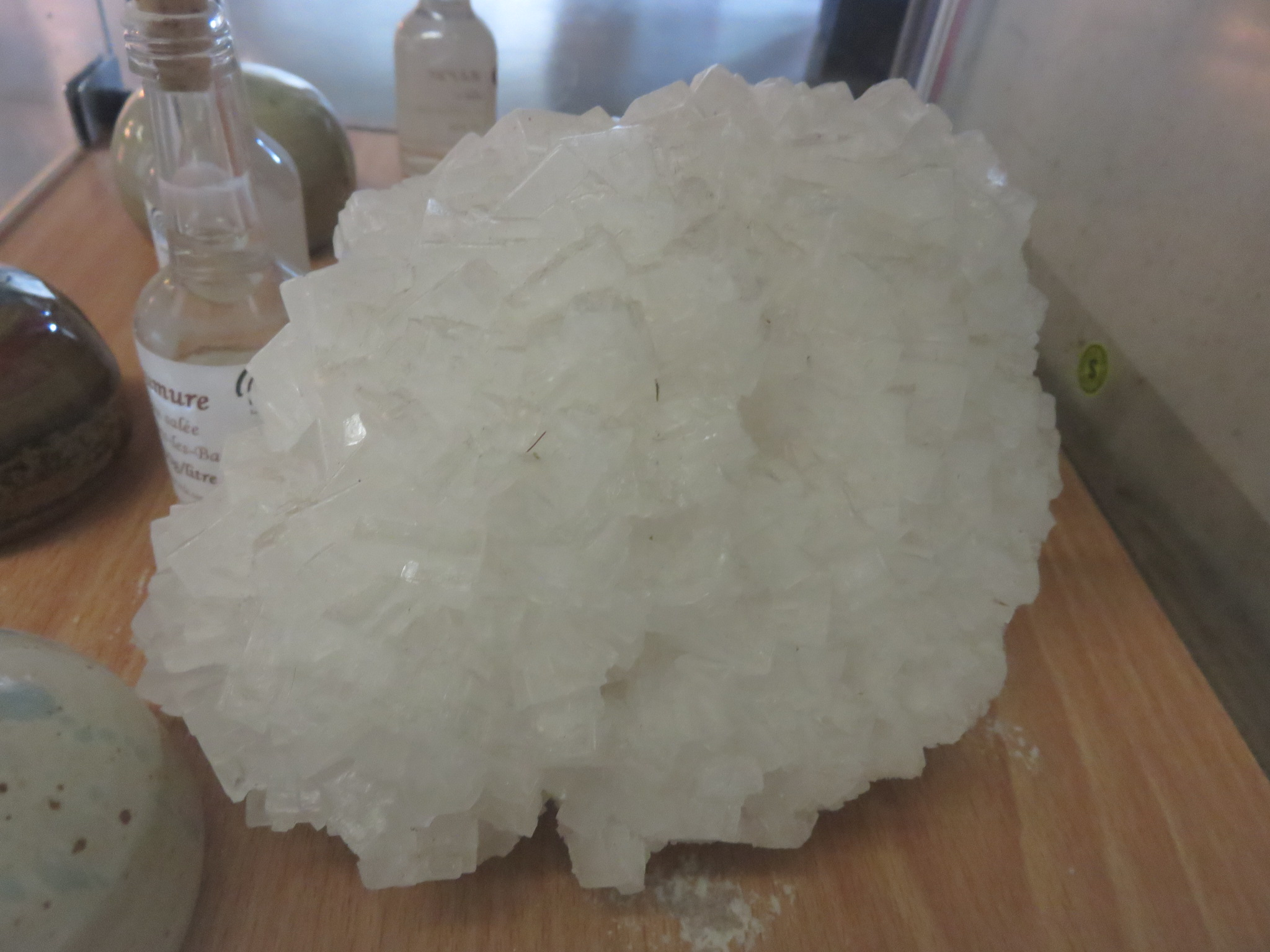
Cristallisation (chimie).
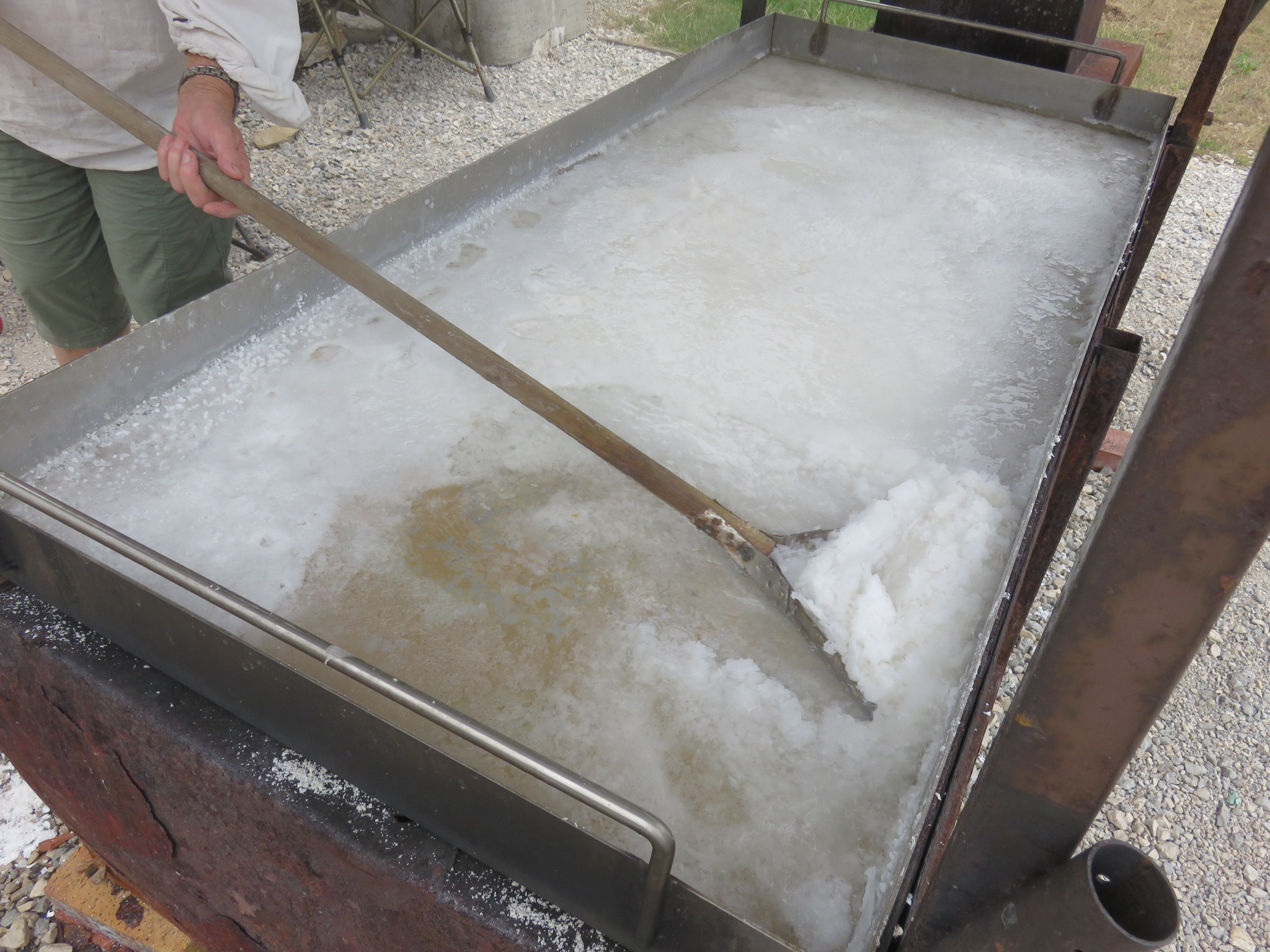
Saumure.
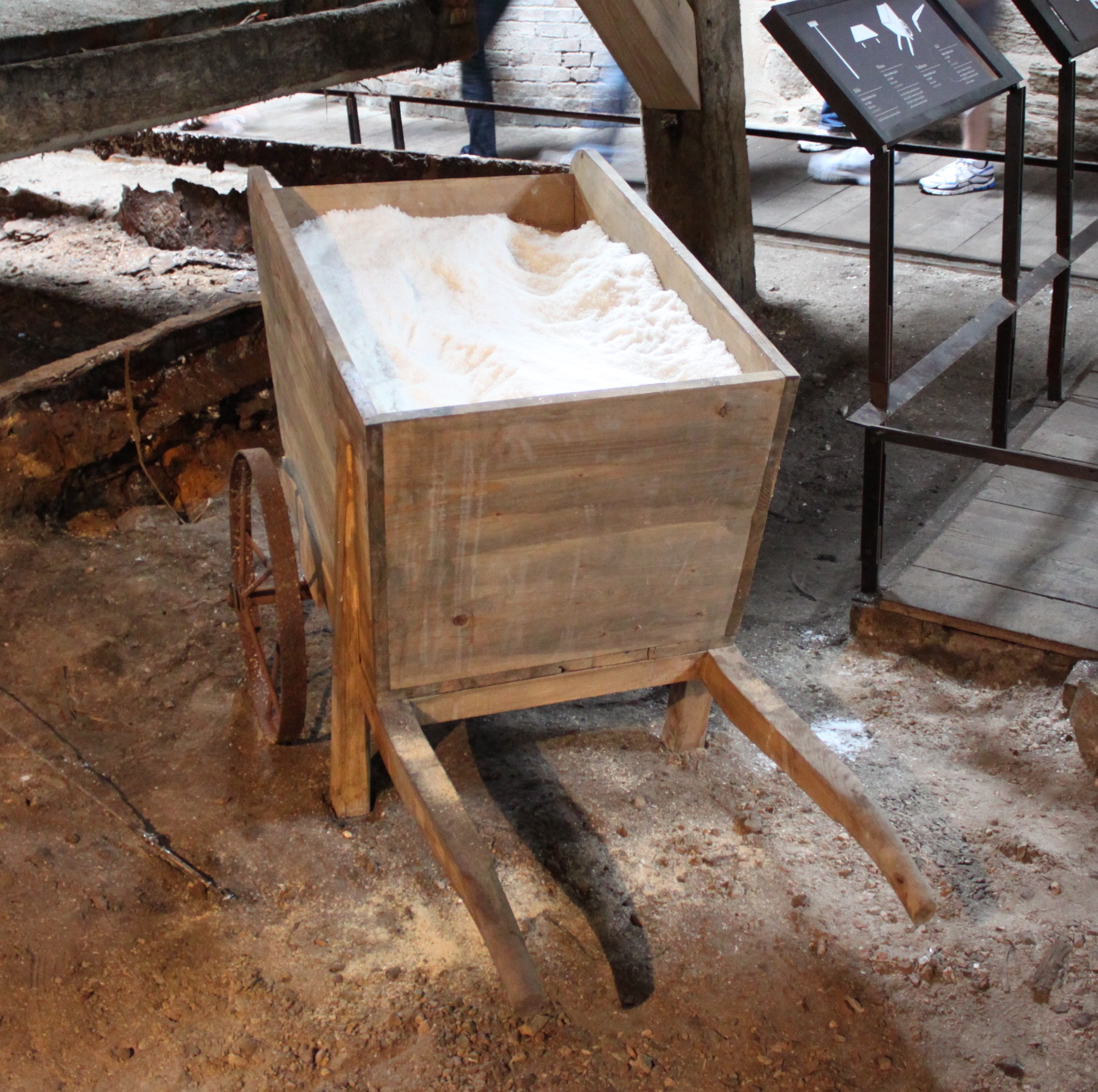
Sel ignigène (né du feu).
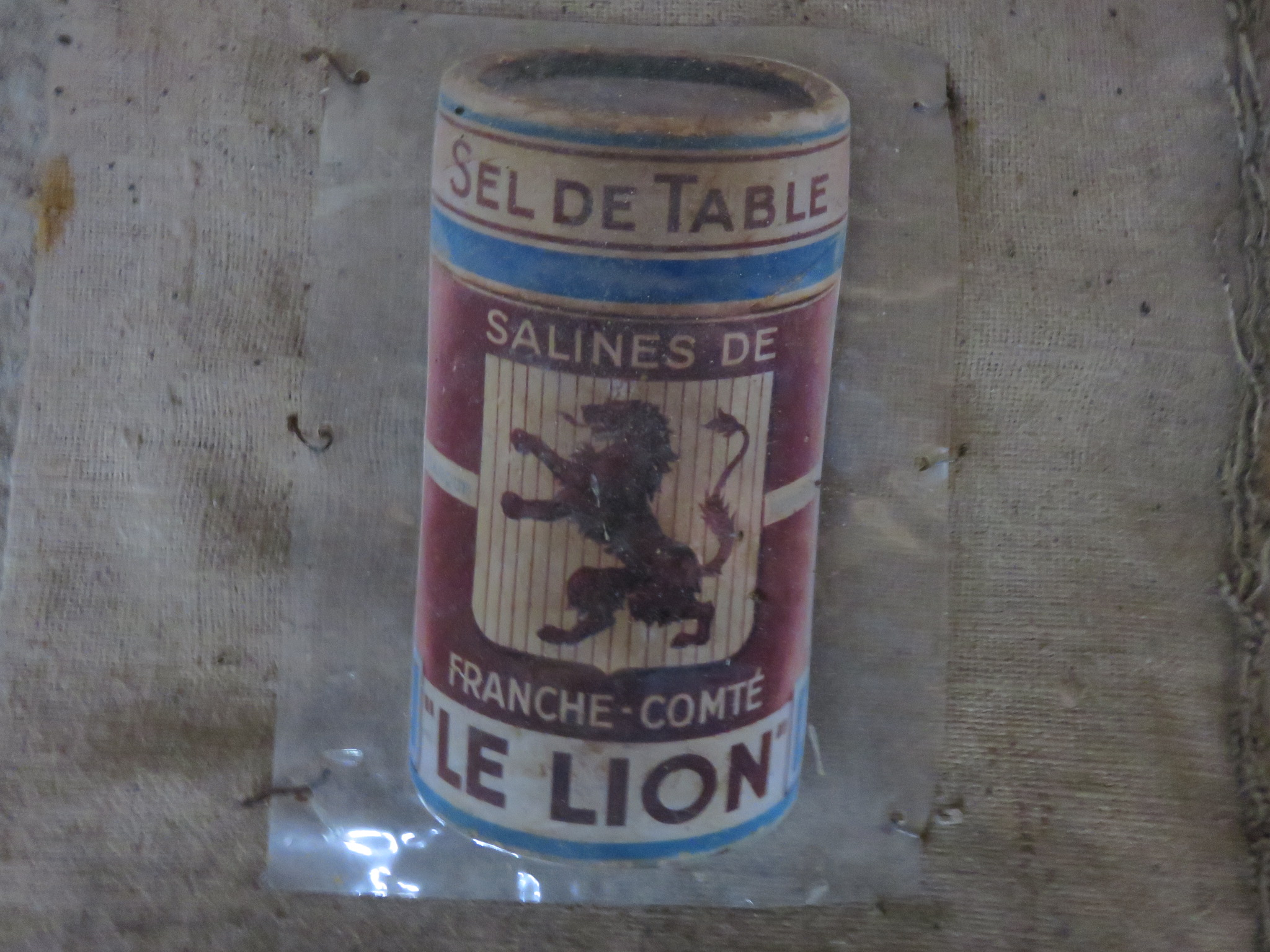
Ancien emballage de sel alimentaire.

## Salins, centre emblématique du sel jurassien
Remarque : durant toute la grande période des salines, la petite ville s'appelle Salins (elle ne prend son nom actuel de Salins-les-Bains qu'en 1926) ; c'est ce nom qui est utilisé ici.

### Le développement de Salins avant le Moyen Âge
À l'époque gauloise et romaine, le sel jurassien est utilisé pour des salaisons réputées jusqu'à Rome comme en témoignent les écrits de Strabon (58 av. J.-C. – 25 apr. J.-C.) : « Ex Sequanis optima suilla salmenta Romam perfectur». Il s'agit assez vraisemblablement du sel de Lons-le-Saunier dont les sources sont plus faciles d'accès que celles de Salins, mais des traces anciennes liées à l'usage des eaux salées du site existent.
Dans les temps troublés des invasions barbares du Ve siècle, les Burgondes fondent le Royaume de Bourgogne en 443 qui englobe le secteur de Salins. En conflit avec les Francs de Clovis Ier durant la guerre de Burgondie, le roi des burgondes saint Sigismond se réfugie dans l'abbaye d'Agaune qu'il a fondée selon la tradition en 515 en Valais actuel et à laquelle il fait don de ses importants biens du massif du Jura dont Salins et ses salines : cette donation de 522 (?) assure une grande prospérité au couvent dédié à saint Maurice durant près de quatre siècles d'autant que la possession est confirmée par une bulle du pape Adrien Ier en 773 (?). C'est la première mention de Salins dans les textes historiques (« in Pago Bisuntinensi, Salinum cum Castra de Bracon Miegens ») mais l'authentification des documents reste incertaine : nous n'avons que des copies tardives du Xe siècle rappelant les faits antérieurs.
On possède peu d'informations sur Salins durant la période du Haut Moyen Âge : on sait par exemple que l'abbaye de Condat avait des intérêts dans la saline confirmés par une charte de Lothaire Ier en 844 /854 et que passait par Salins une antique voie qui allait de Dijon et de son abbaye Saint-Bénigne à Saint-Maurice-d'Agaune, en Valais : des routes du sel existaient déjà.

### Le fief de Salins

Blason de la famille des Chalon-Arlay,.

Le sort de Salins change autour de 940/942 quand l'abbaye d'Agaune est contrainte d'inféoder ses possessions du Jura à Albéric ou Aubry Ier de Mâcon, comte de Mâcon : celui-ci est à l'origine de la seigneurie de Salins qui s'impose au XIe siècle avant de passer dans les mains du duc de Bourgogne en 1224 et finalement par échange dans celles de Jean Ier de Chalon premier de la lignée des Chalon-Arlay, en 1237.
Cette possession assurera aux sires de Salins pendant plusieurs siècles une puissance dominatrice sur la région jurassienne assise grâce à des rentes sur le sel accordées aux diverses abbayes de la région comme Cluny, Balerne, Goailles, Rosières, Bonlieu, Buillon et aux vassaux et aux familiers comme les seigneurs de Joux, Usier, Pesmes, Montbéliard et Montfaucon. Les revenus du sel permettront aussi la construction de châteaux pour contrôler les routes du sel vers Pontarlier et la Suisse et vers le Vignoble (château de Vadans sur la route de Dijon près d'Arbois, château du Pin près de Lons-le-Saunier, château d'Arlay qui donne son nom à la famille).
Gaucher II est le premier à porter le titre de sire de Salins : il est dit « Avoué de cette ville, par la grâce de Dieu : Dei gratia Advocatus oppidi Salinensis » dans un texte de 1084.
Aux mêmes époques d'autres sites salifères jurassiens sont exploités par des possesseurs monastiques comme Grozon ou Lons-le-Saunier avec les moines de Balerne et leur Puits salé. Ils sont abandonnés au XIVe siècle au profit de Salins, plus productif.

### L'exploitation traditionnelle du sel à Salins
Il semble qu'il n'existait au départ qu'une seule source salée à Salins, celle qui allait devenir la Grande Saunerie ou saunerie du Bourg-Dessus. Inféodée au Xe siècle par l’abbaye d'Agaune à Aubry Ier, elle appartient depuis le XIIIe siècle à la famille de Chalon-Arlay avec l'acquisition de Jean Ier de Chalon dit Jean l'Antique en 1237.
Une annexe de la grande saunerie constitue la « chauderette de Rosières » : concédée à l'abbaye de Rosières à la fin du XIIe siècle, elle redevient propriété des comtes de Chalon en 1249. Elle continue à produire le sel dit « sel de Rosière » qui a une commercialisation particulière (ne pas confondre avec Rosières-aux-Salines en Lorraine).
Une troisième unité de production apparaît plus tardivement (elle n'est pas mentionnée dans les textes d'inféodation) : on l'appelle la Petite Saunerie ou la Saunerie du Bourg-Dessous ou encore le puits à muire. Elle appartient collectivement à un groupe de rentiers (ecclésiastiques, nobles, bourgeois). Les méthodes de production ont peu changé pendant plusieurs siècles : il s'agissait toujours de capter les eaux salées souterraines et de les faire évaporer par chauffage dans des installations de surface. Les besoins en bois pour les chaudières et en main-d’œuvre étaient considérables comme les installations de la saline avec en particulier une galerie souterraine de 160 mètres construite au XIIIe siècle et remaniée jusqu'au XIXe siècle.
Les sources d’eau salée sont captées par des puits d'une vingtaine de mètres creusés au Moyen Âge. La « muire » est remontée en surface d'abord par un système de seau à balancier puis par un système de chaîne à godets activé par des manèges à chevaux remplacés vers 1750 par des engrenages animés par la force hydraulique de la rivière la Furieuse (localement ces chaînes sont appelées « signoles »). Les premières captations atteignaient une eau à 30 g/l de salinité, les signoles du Moyen Âge atteignent une eau de 80 g/l qui déclinera au fil des siècles (pour comparaison la mer Méditerranée présente une salinité de 38 g/l).
La phase suivante est l'asséchement du sel dans d’énormes poêles suspendues à des poutres métalliques par des chaînes au-dessus des braises comme le décrit encore l’encyclopédie de Diderot en 1765. Les ateliers de dessèchement du sel construits en surface sont appelés des « bernes » et comportent en plus des poêles et des chaudières de braises des stocks de bois et de sel et des activités annexes comme des forges. On installera au XVIIIe siècle à Arc-et-Senans et à Montmorot une phase de graduation destinée à l'évaporation naturelle d'une partie de l'eau dans de larges bassins.
Le nombre de « bernes » varie selon les époques : la grande saline compte en haute période huit bernes ou ateliers et la petite saunerie en compte cinq. Chacune de ces bernes emploie plusieurs dizaines d’ouvriers et d'ouvrières qui s'occupent de la régulation des braises (alimentation en bois, gestion des cendres) ou de la récupération du sel avec de grands râteaux et de la constitution des pains de sel. L'encyclopédie de Diderot nous dit qu'une cuite nécessitait 17 à 18 heures de travail avec des équipes successives. Les cuites se faisaient par série de 16 ce qui constituait 11 à 12 jours de travail ininterrompu de jour et de nuit (cette série s'appelait une « remandure »). Les salines consommaient énormément de bois pour son fonctionnement : des textes juridiques réglementaient l'exploitation des forêts dans un rayon d'une trentaine de kilomètres et on estime la consommation au XVIIe siècle à 35 000 stères avec un coût de transport élevé (main-d’œuvre, attelages...).
On façonne le sel en pains ou « salignons » destiné à la Franche-Comté (leurs moules sont réglementés) alors que le sel en grains (ou sel trié) est destiné aux cantons suisses et transporté dans des tonneaux.

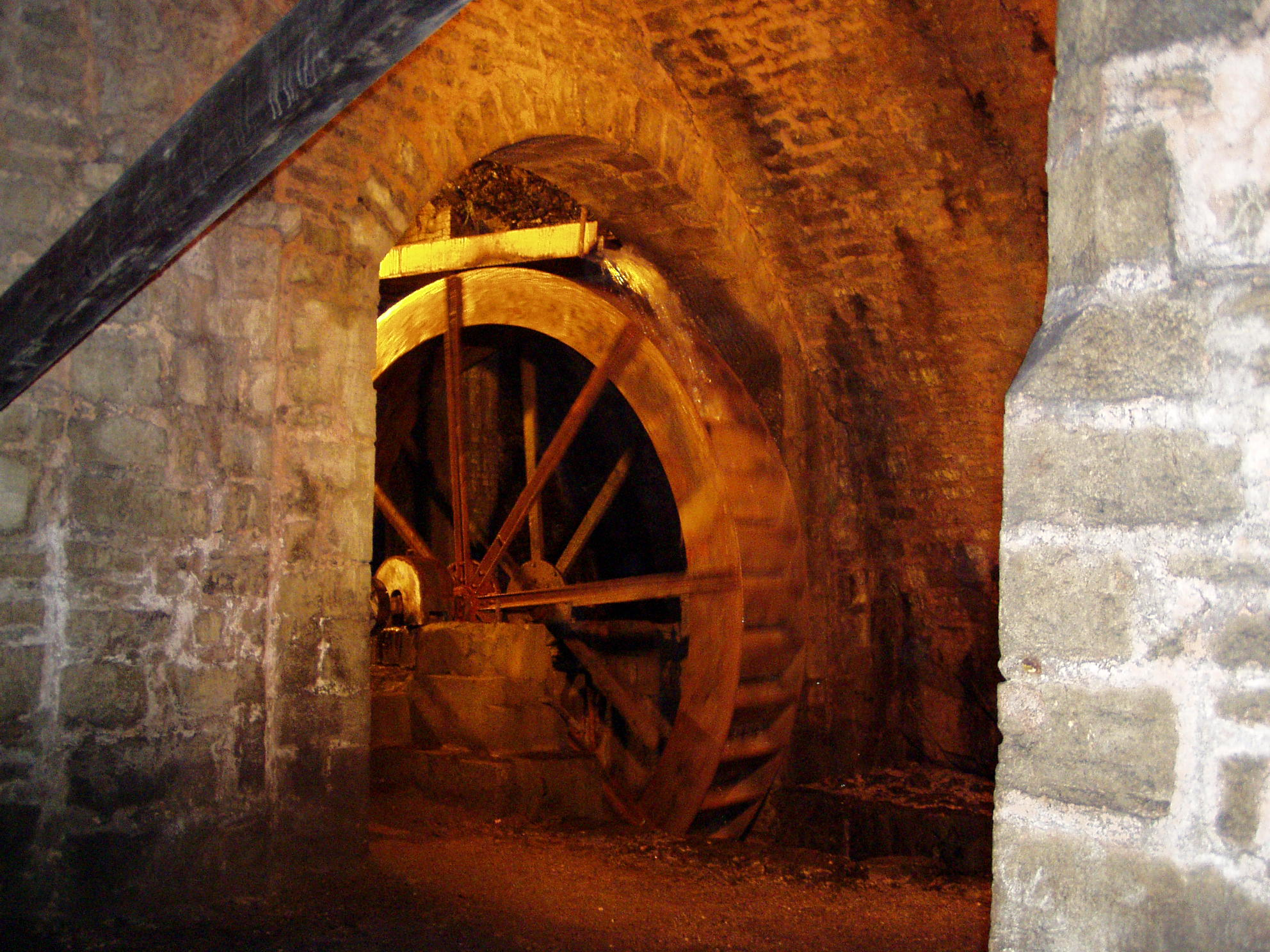
Roue à aubes d'extraction de la saumure.
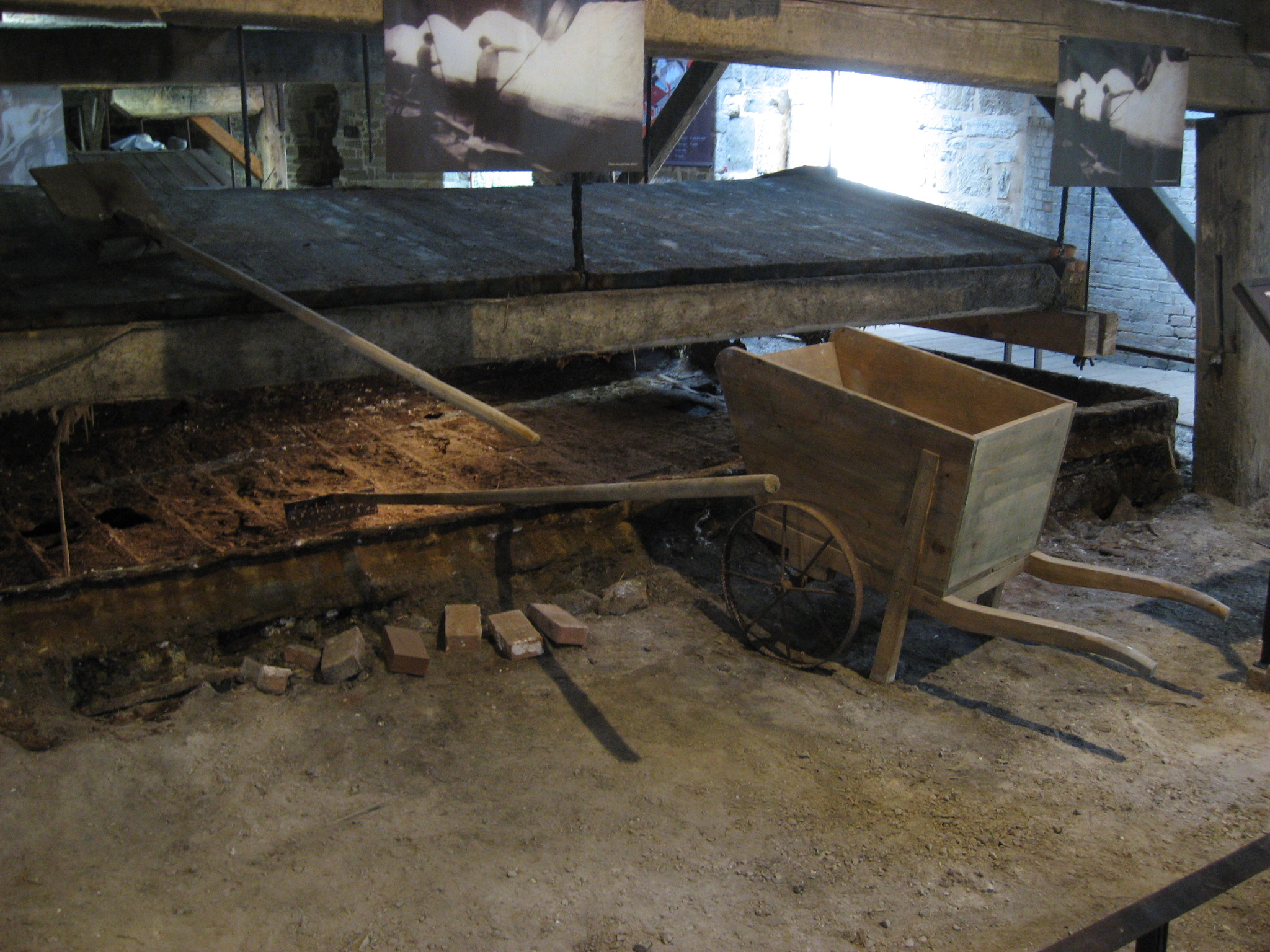
Outils.
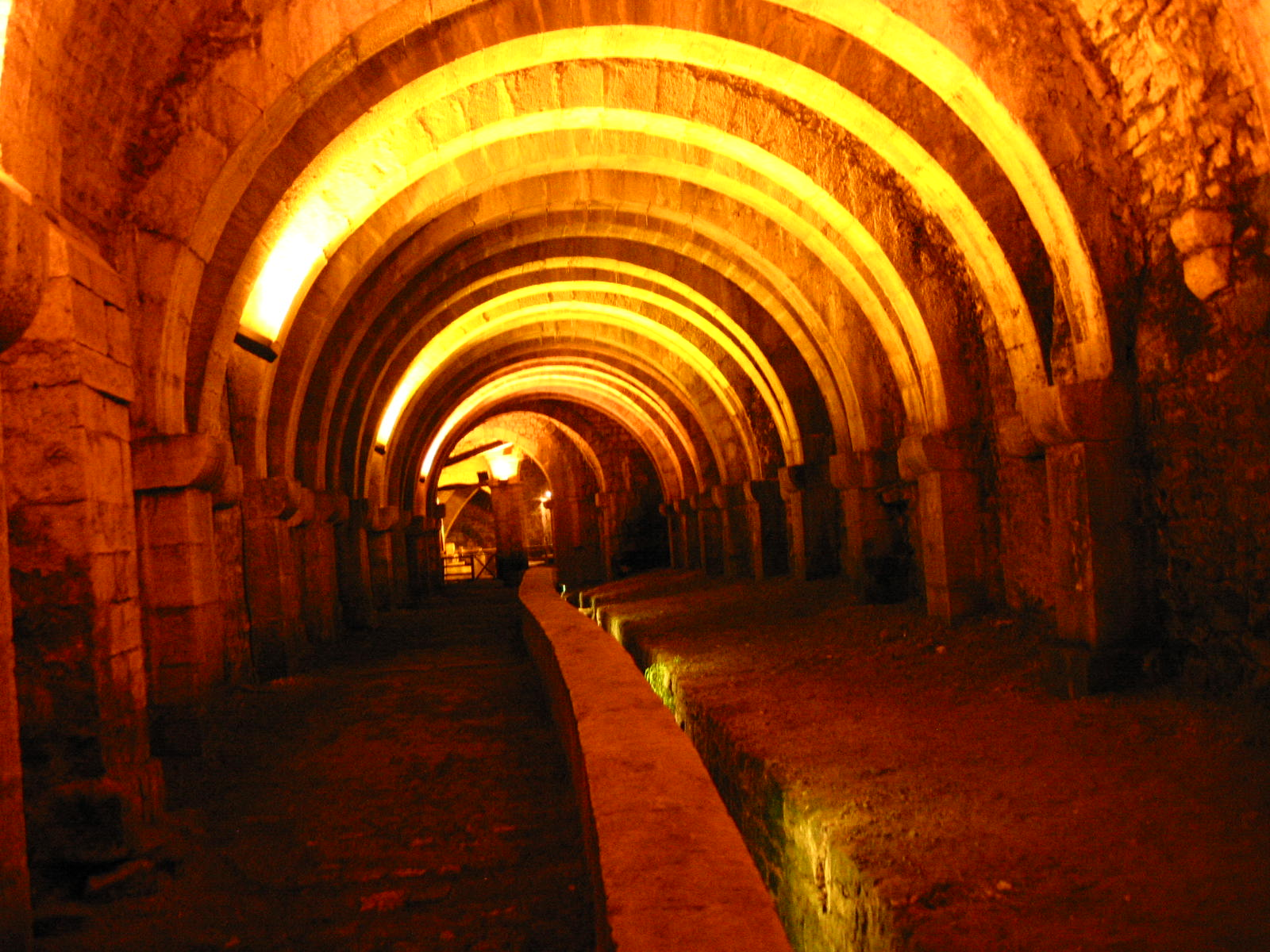
Galerie souterraine.

### L'unification des exploitations à la fin duXVIesiècle

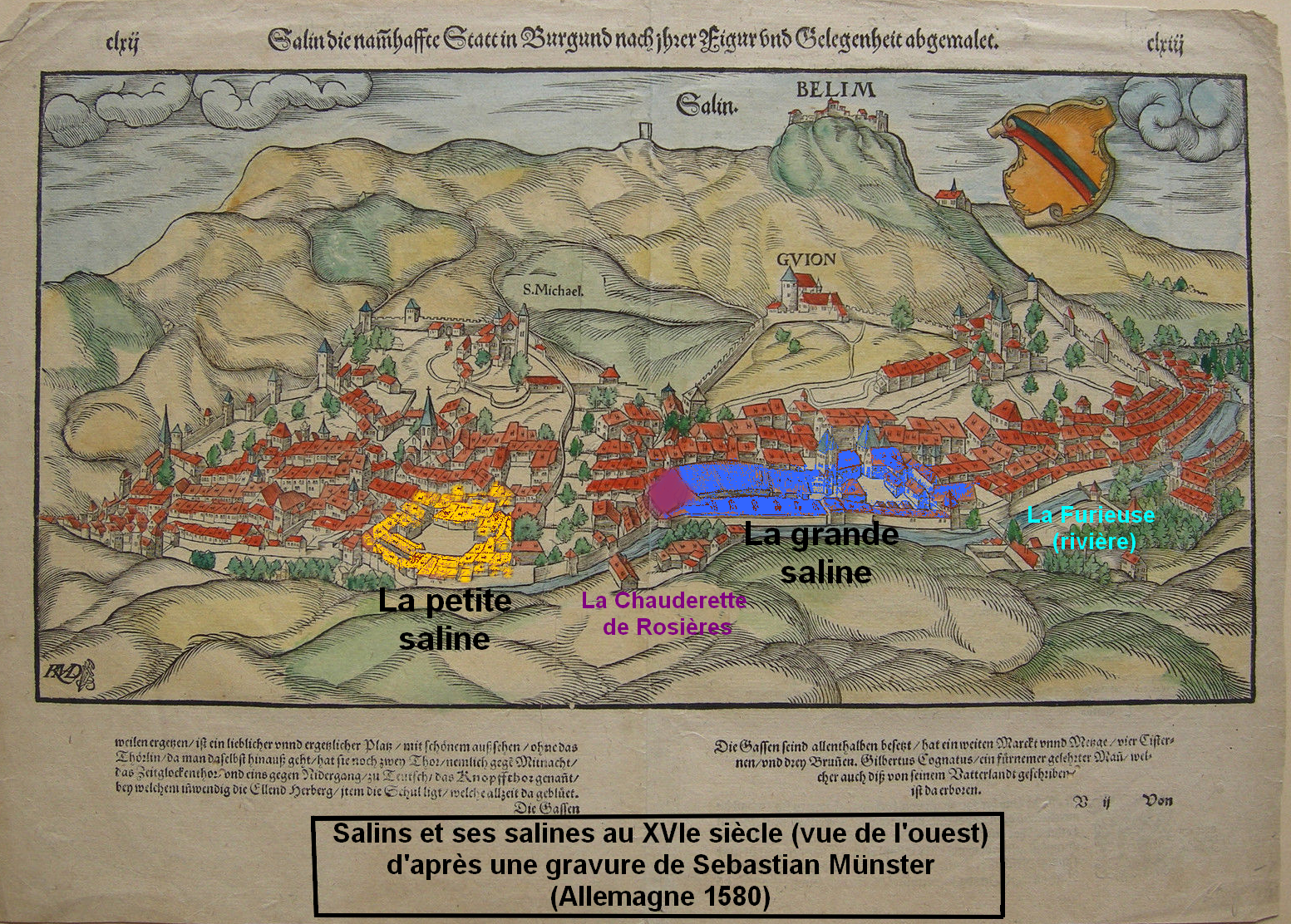
Salins et ses salines au XVIe siècle.

Les sires de Salins possédaient la Grand saunerie et contrôlaient la Chauderette de Rosière mais la Petit Saunerie était divisé en 419 quartiers qui donnaient droit à 30 seaux d'eau salée : ces quartiers ont commencé à être rachetés aux institutions religieuses par Charles le Téméraire au XVe siècle mais le regroupement n'a abouti qu'en 1571 à l'initiative du duc d'Albe gouverneur de la Comté espagnole après la confiscation en 1568 des biens de Guillaume d'Orange chef de la révolte en Hollande. L'héritage des Chalon-Arlay était alors passé dans les mains des Habsbourg et des rois d'Espagne devenus comtes de Bourgogne, jusqu’en 1678 au moment où Louis XIV s’empare de la Franche-Comté.
À la fin du XVIe siècle s'établit le monopole royal de l'exploitation et de la vente du sel qui constitue une source considérable de richesse : selon Paul Desalle, « la comptabilité du comté de Bourgogne, pour l’année 1590, inscrit le profit de 114 000 livres pour les salines, ce qui représente 60 % des recettes domaniales ».
Les ministres royaux nomment avec soin le « Pardessus » chargé de diriger la saunerie de Salins. comme Perrenot de Grandvelle qui, souvent absent de la ville, nomme un lieutenant sur place, mais les prévarications et les incuries sont nombreuses : les souverains espagnols réfléchissent à l'amodiation (à l'affermage) de la saline qui s'effectue en 1601. À cette date la saunerie pratiquement unifiée (il faudra une intervention du pape pour faire plier les derniers bénéficiaires religieux récalcitrants) et les forêts des sires de Chalon (nécessaires au fonctionnement des chaudières) sont confiées à un fermier qui les exploite sous le contrôle d'un juge royal. Lors de l'annexion par la France, Louis XIV hérite des droits du roi d'Espagne en Franche-Comté et donc de la saunerie unifiée de Salins et des forêts qui y étaient rattachées depuis un accord passé en 1614 entre Philippe d'Orange et l'archiduc Albert et l'infante sur l'abandon du Partage de Chalon à la couronne espagnole.

### La saline auxXVIIeetXVIIIesiècles
La production de sel atteint son maximum à Salins au XVe siècle avec environ 7 000 tonnes par an, soit 20 tonnes par jour (en 1467) et diminue par la suite régulièrement pour atteindre environ 2 000 tonnes par an au début du XVIIe siècle, avant même la guerre de Dix Ans qui ravage la région (2 047 tonnes en 1632, soit environ 5,6 tonnes par jour).
Au milieu du XVIIIe siècle la production de Salins connaît des difficultés : la salinité des eaux a baissé de 10 % sur un siècle, les fournitures de bois pour les chaudières (encore accrues par la perte de salinités des saumures et concurrencées par le développement pré-industriel des forges) demandent des exploitations de plus en plus éloignées et de plus en plus coûteuses. Dans le même temps, la situation de la saline coincée dans la vallée de la Furieuse interdit une transformation des installations comme la mise en place de bassins de décantation naturelle (la graduation) qui améliorent nettement la productivité d'une saline et qui sont installés par exemple à Montmorot qui devient concurrentiel. L'introduction de pompes hydrauliques alimentées par les eaux de la Furieuse grâce à un bief permettent une gestion du pompage plus efficace mais le débit irrégulier de la rivière nuit cependant à la productivité annuelle sans résoudre le coût croissant de l'énergie nécessaire.
On décide alors la construction d'une saline nouvelle à proximité des ressources en bois de la forêt de Chaux (20 000 ha du domaine royal) près de Dole et de la Loue alimentée à un saumoduc destiné à apporter les eaux salées de Salins.

### Les salines de Salins auxXVIIIeetXIXesiècles

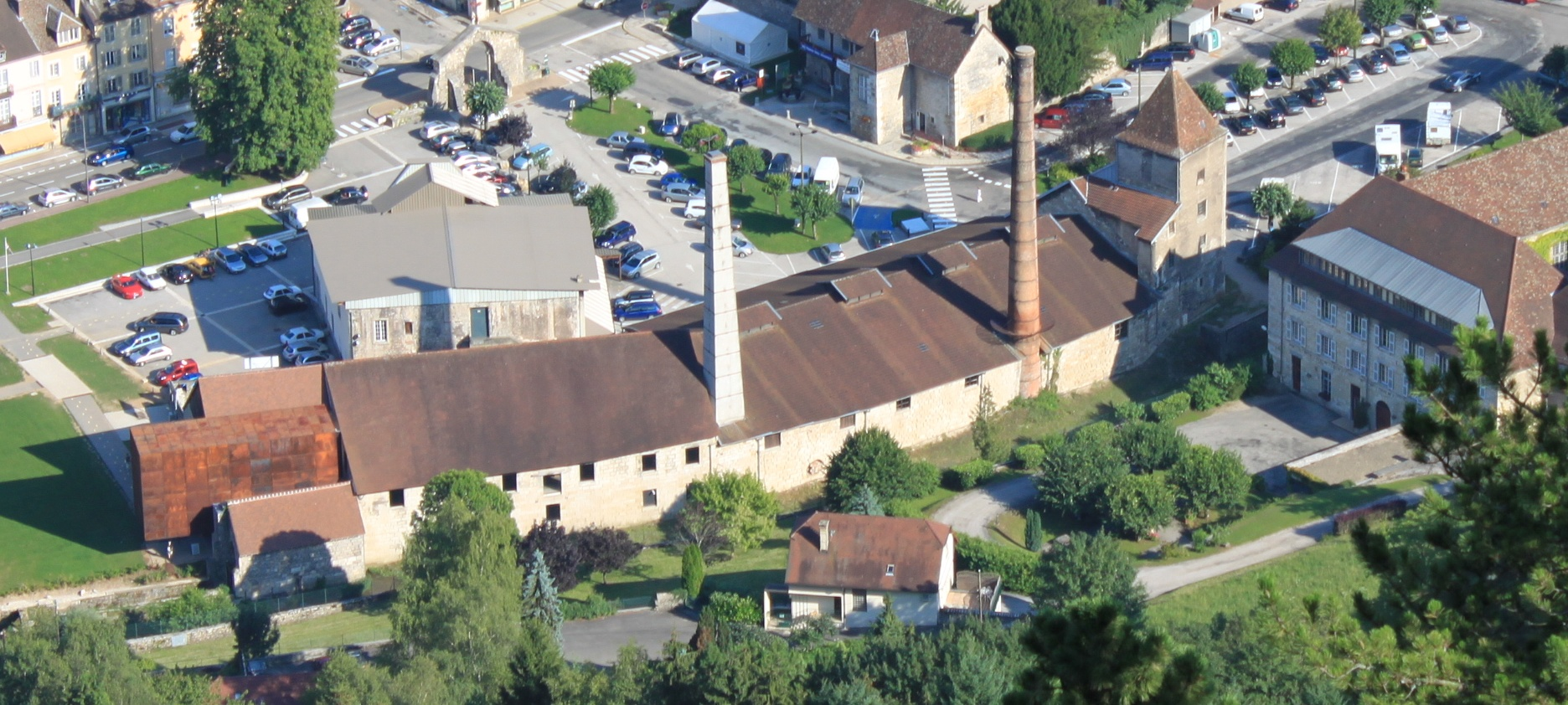
La saline désaffectée, photo de 2010.

La production de sel se réduit à Salins avec l'activité d'Arc-est-Senans qui traite une grande part de la saumure salinoise (135 000 litres de saumure étaient envoyés quotidiennement depuis Salins) même si au début du XIXe siècle la houille venue d’Épinac par le récent canal du Rhône au Rhin remplace peu à peu le bois sous les chaudières. Salins produit cependant encore entre 1 500 tonnes et 1 800 tonnes de sel en 1844 (contre 4 000 tonnes à Arc-et-Senans et un peu plus à Montmorot). La production de saumure demeure et se modernise à Salins puisque des forages au cœur des bancs de sel gemme à 250 m de profondeur permettent d'atteindre dans les années 1835 des saumures de très haute salinité (330 g/l contre 80 g/l précédemment).
En 1840 l’État abandonne le monopole royal du sel et l'Administration des domaines cède en 1843 les salines de l'Est (Salins, Arc-et-Senans, Grozon, Montmorot pour le Jura) au groupe privé de Jean-Marie de Grimaldi qui dispose de capitaux de la reine d'Espagne, Isabelle II. Les techniques de forage à grande profondeur sont intensifiées ainsi que les investissements dans le thermalisme à la mode : en juillet 1854, la petite saline de Salins est détruite pour reconstruire un établissement thermal florissant au moins jusqu'en 1914. La grande saline alimente Arc-et-Senans jusqu'en 1889 et continue à fonctionner jusqu'en 1962 (production 1958 : 1 000 tonnes) essentiellement pour alimenter en partie les thermes de Salins-les-Bains (la ville change de nom en 1926) et au XXIe siècle les installations municipalisées ne produisent que du sel de déneigement pour les besoins locaux. Un nouveau puits (le puits des Cordeliers) est foré en 1994 pour alimenter le centre thermal et un musée du sel a vu le jour après l'inscription au patrimoine mondial de l'humanité par l'Unesco de la saline de Salins en 2009.

## La Saline royale d’Arc-et-Senans

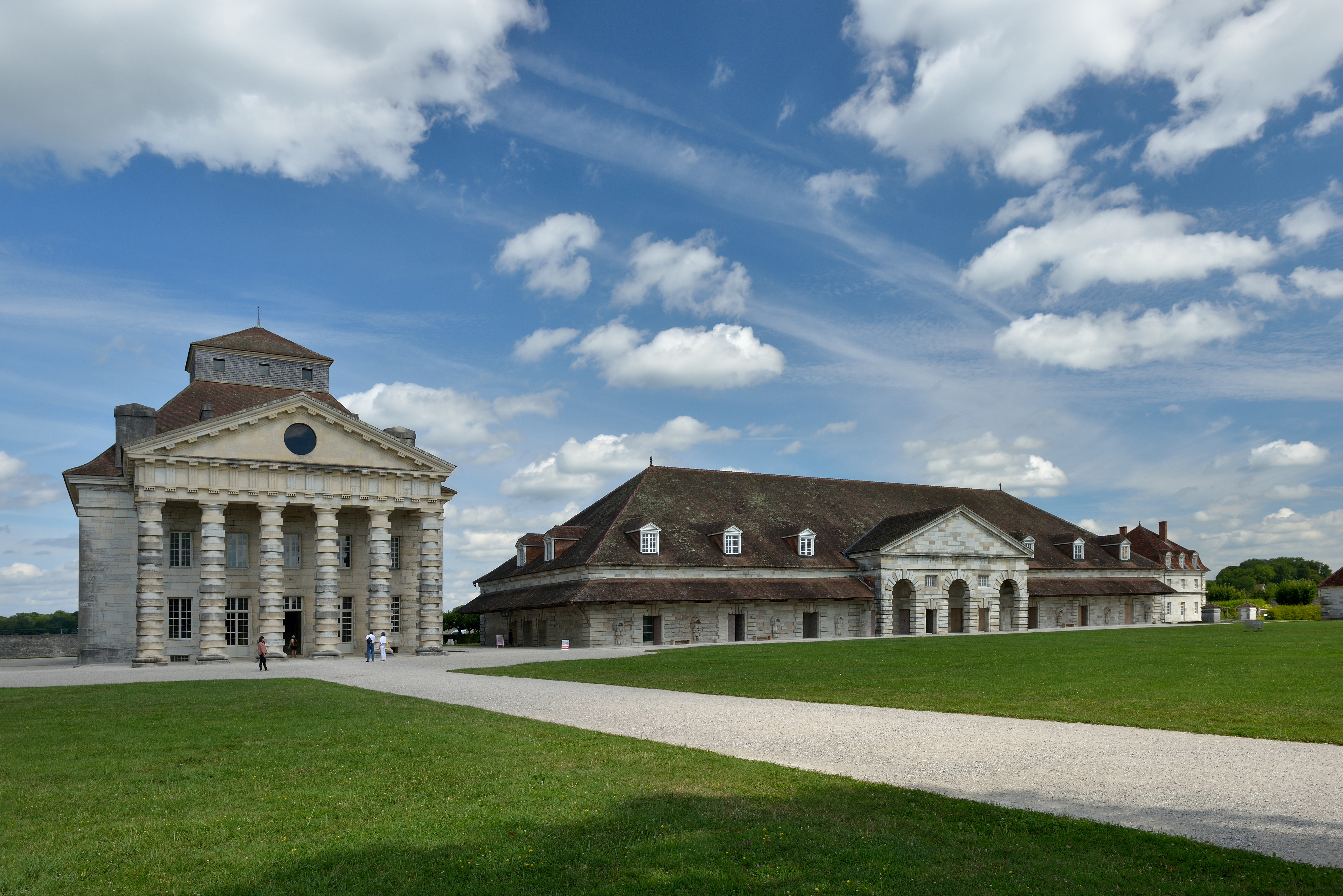
Saline royale d'Arc-et-Senans, la maison du directeur au centre.

Les services royaux décident en 1774 la construction d'une saline nouvelle à proximité des ressources en bois de la forêt de Chaux (20 000 ha du domaine royal) près de Dole et de la Loue associée à un saumoduc destiné à apporter les eaux salées de Salins : c'est la Saline royale de Chaux, aujourd'hui à Arc-et-Senans dans le département du Doubs. Le double conduit de 21,25 km est construit en bois de sapin : le procédé est peu efficace et il y a une déperdition de 30 % entre Salins et la nouvelle saline royale (fuites des canalisations, captages de contrebande qui obligent à la mise en place de six maisons de contrôle pour une surveillance coûteuse). On remplace progressivement la canalisation en bois par une canalisation en fonte à partir de 1782.
Les bâtiments grandioses de Claude-Nicolas Ledoux (1736-1806) sont construits de 1775 à 1779 mais la nouvelle Saline Royale de Chaux n'atteint que 80 % de ses objectifs (3 000/4 000 tonnes au lieu de 6 000) et quinze ans plus tard, c'est pire : seulement 1 600 tonnes en 1793. À peine vingt ans après sa construction on propose sa transformation en usine textile.
Alimentée par une saumure de bien meilleure salinité issue de forages en profondeur à Salins, la saline maintient son activité au XIXe siècle malgré la concurrence accentuée du sel marin moins cher à produire et que les moyens de transport modernisés (chemin de fer en particulier mais aussi canaux et routes) rendent disponible. Dans les années 1840, le monopole royal du sel cesse et l'Administration des domaines cède la saline d'Arc-et-Senans (comme celle de Salins) au groupe privé Grimaldi. Profitant des avancées techniques (utilisation de la houille et salinité fortement augmentée de la saumure salinoise) la production d'Arc-et-Senans passe de 1 750 tonnes à la fin du XVIIIe siècle à 3 750 tonnes au milieu du XIXe siècle. Elle retombe à la fin du siècle et atteint environ 1 200 tonnes en 1894. Devenue vraiment non rentable, la production s'arrête en 1895 et les bâtiments se dégradent jusqu'à leur classement comme monument historique en 1926 et leur rachat par le département du Doubs en 1927. La Saline royale d'Arc-et-Senans restaurée et inscrite en 1982 au patrimoine mondial de l'humanité de l'Unesco est devenue un lieu d'exposition et de colloques.

## Saline de Montmorot

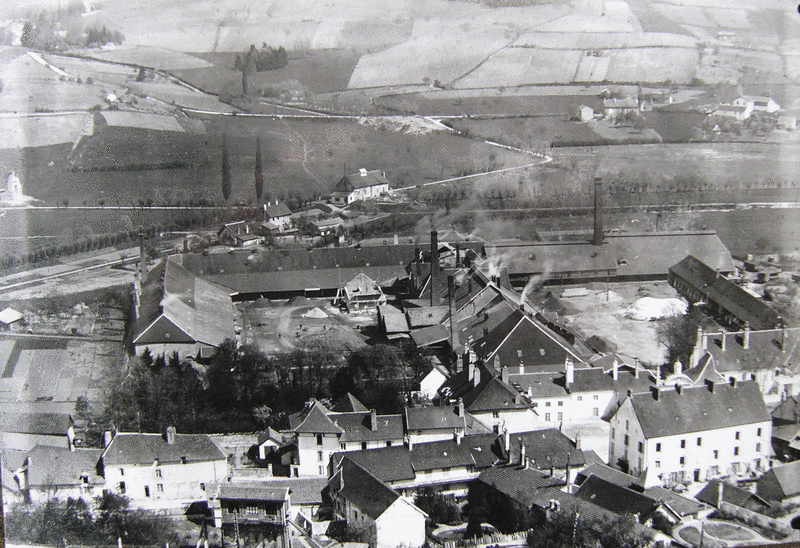
Saline de Montmorot au XXe siècle.

Les sources salées de Lons-le-Saunier sont connues dans l'Antiquité et exploitées jusqu'au XIVe siècle quand Chalon choisit de développer les salines de Salins. Pour faire face à l'amenuisement de la production de Salins et pour tenir les engagements de fourniture pris avec les cantons suisses, on pense à réexploiter les sources lédoniennes. L'exploitation de la ressource est relancée au XVIIIe siècle à Montmorot, village voisin de Lons. Établie en 1744, la saline fonctionne sur le principe traditionnel du dessèchement des eaux salées comme à Salins mais on y ajoute des bassins de « graduation » pour une phase d'évaporation naturelle. On y regroupe différentes captations de salinité différente et de débits inégaux. Acquise en 1843 par la « Société anonyme des anciennes salines domaniales de l'Est » du financier Grimaldi en même temps que Salins, Arc-et-Senans et Grozon, Montmorot produit un peu plus de 40 000 quintaux en 1848 et restera en activité jusqu'en 1966 en même temps que se développera le thermalisme de Lons-le-Saunier en 1892 par une captation de la source du Puits Salé dans la vieille ville.
Les pierres du château-fort médiéval détruit au XVIIe siècle sont données par Louis XV en 1733 pour la construction des salines de Montmorot. La saline est fondée par arrêt du conseil d'Etat du 17 octobre 1743 et construite entre 1744 et 1751-1752 sur les plans de l'ingénieur Jean Querret du Bois. Agrandis plusieurs fois en 1843, en 1925, et entre 1930 et 1940, les bâtiments de la saline de Montmorot sont en partie détruits ou transformés à partir de 1970.

## Saline de Grozon

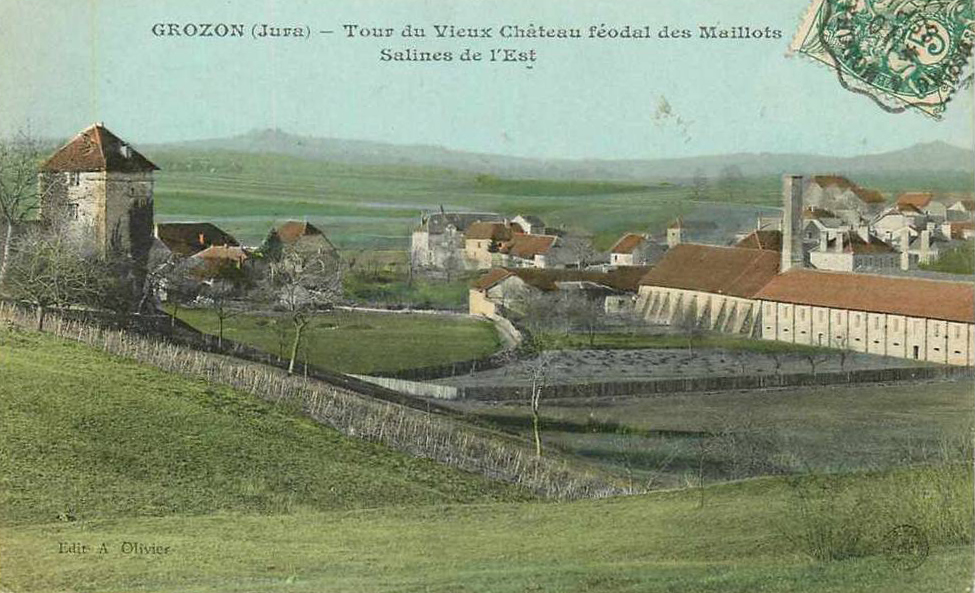
Saline de Grozon au début du XXe siècle.

Connues dans l'Antiquité romaine mais peu ou pas exploitées, les sources salées de Grozon/Tourmont près de Poligny renaissent à l'époque mérovingienne : une saline est mentionnée à Grozon en 722 et des découvertes archéologiques de 2014 prouvent la présence d'une exploitation au VIIe siècle,. L'exploitation contrôlée par les moines fut arrêtée en 1369 quand se fit la concentration monopolistique du sel à Salins.
Les besoins de l'industrie chimique du XIXe siècle renouvellent l'intérêt pour les saumures jurassiennes. Une concession minière est accordée à Grozon en 1845 à une société capitalistique qui construit les bâtiments d'une saline vers 1853-1854 et exploite une mine de houille sur place qui alimentera les chaudières de dessèchement de la saumure jusqu'en 1860. Vers 1875, la Société des anciennes Salines domaniales de l'Est du financier Grimaldi achète la saline de Grozon et la réunit en 1888 aux concessions de Montmorot et Montaigu.
La production de sel atteint 1 200 tonnes en 1864, 3 000 t en 1875 et 960 t en 1884 : la chute de la production entraîne la fermeture de la saline en 1885. Après plusieurs tentatives et aménagements, la saline reprend son activité en 1918 et produit 2 855 tonnes de sel en 1919.

## Saline de Montaigu

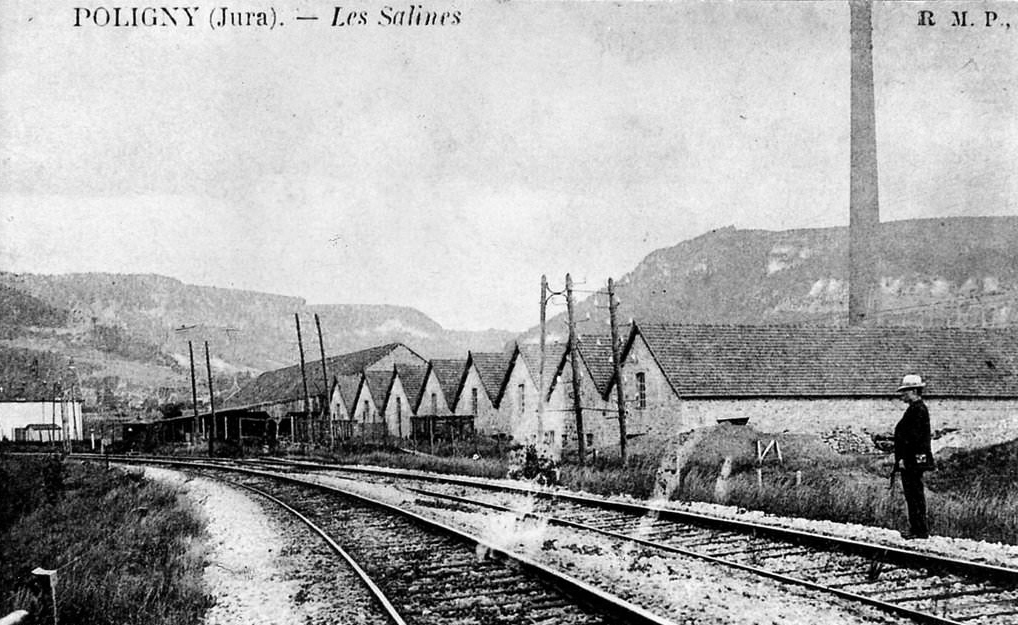
Saline de Grozon au début du XXe siècle.

Une concession est accordée en 1892 pour la recherche de sel gemme à Montaigu près de Lons-le-Saunier. Les puits de sondage sont établis sur la commune de Perrigny et les bâtiments d'exploitation sont construits entre 1891 et 1892 sur la commune de Montaigu, territoire qui sera réuni vers 1963 à celui de Lons.
La production de sel passe de 1 000 tonnes en 1893 à 2 500 t en 1895, 4 442 t en 1904, 2 744 t en 1919. Elle atteint encore 7 000 tonnes en 1959, année de fermeture de la saline.

## Saline de Poligny
La concession minière accordée en 1894 débouche sur la construction de la saline de Poligny en 1895-1896. La production du sel commence en mai 1896 et atteint 4 500 tonnes en 1898, 4 100 t en 1901 et 4 051 t en 1919. Entre 1928 et 1931 le projet industriel évolue : la production de sel s'arrête et la saumure issue des nombreux forages qui se sont multipliés est entièrement acheminée à partir de 1932 par une canalisation vers l'usine Solvay de Tavaux. L'approvisionnement de l'usine chimique de Tavaux est complété puis remplacé en 2007 par la saumure venue du département de l'Ain (Etrez puis Marboz).
On peut aussi mentionner la source salée des Nans (près de Champagnole), encore utilisée au XIXe siècle pour l'usage domestique.

## La commercialisation sous l'Ancien Régime et la contrebande du sel

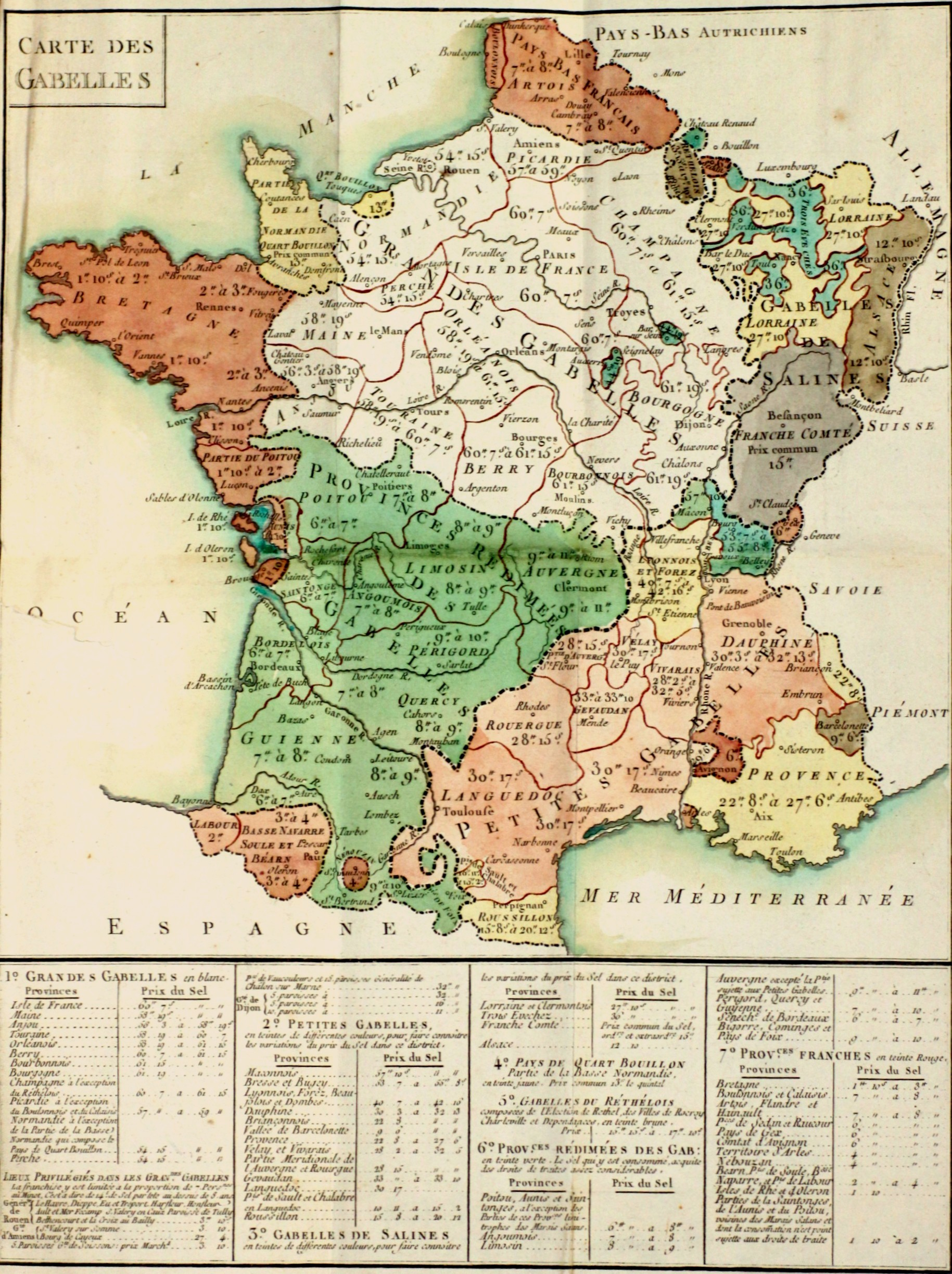
Les différents régimes de gabelle en 1781.

À la fin du XVIIIe siècle, la production de sel du Jura est d'environ 70 000 tonnes et la consommation de la Comté est de l'ordre de 25 000 tonnes ce qui procure des disponibilités pour la vente aux cantons suisses et en Allemagne ou encore dans les provinces limitrophes, mais la rentabilité des salines est contestée et certains recommandent de se limiter à la production nécessaire à la consommation locale et aux engagements avec l'étranger.
Le sel royal a encore au XVIIIe siècle une commercialisation réglementée complexe en Franche-Comté où elle respecte les anciennes règles de la province espagnole. On distingue le « sel ordinaire » peu taxé fourni à chaque foyer sous la dénomination de « gros sel », façonné en pains de 3 livres et demie dans le bailliage d'Amont, de « petit sel » façonné en pains de 2 livres et demie dans le bailliage d'Aval ou encore de « sel de porte » réservé à Salins avec également le privilège du « franc-salé » qui rend le sel gratuit pour nombre de bénéficiaires (membres du Parlement, officiers des salines...). Le texte fixe aussi le prix du « sel d’extraordinaire ou sel rosière » soumis à un impôt plus lourd d'un sol par pain. Ces distinctions s'atténueront peu à peu avec la réorganisation administrative au cours du XVIIIe siècle. Le prix du sel même après des « réhaussements » au cours des années reste environ 6 fois moins cher que dans les pays de gabelle voisins, ce qui nourrit une importante contrebande.
Pays de production, la Franche-Comté (non française sauf épisodiquement jusqu'en 1678) n'est pas soumise à la vraie gabelle royale sur le sel créée en 1343 par le roi de France Philippe VI qui transforme en monopole d’État le commerce du sel et institue un lourd impôt indirect sur sa consommation. En 1680, Colbert, contrôleur général des Finances, crée cinq grandes Fermes chargées de percevoir les impôts : l'une d'elles est la Ferme du roi ou gabelle qui paie au trésor royal une somme définie et se rembourse en percevant une taxe sur le sel consommé par les sujets du royaume qui est divisé en six « pays » de gabelle avec des réglementations différentes.
La Franche-Comté est déclarée « pays de salines » : il n'y a pas de taxe propre sur le sel ordinaire mais celui-ci constitue un monopole d’État et seul le « vrai sel » est autorisé ; il est produit et commercialisé par une Ferme Générale. Le « faux sel » est illégal et les faux-sauniers sont passibles de lourdes peines. Un fermier général perçoit les « Gabelles de Franche-Comté » qui correspondent au service du sel : il contrôle le fonctionnement des salines, organise la vente du sel monopole royal et perçoit les taxes prévues par le régime des « pays de salines ». L'édit royal du 27 août 1703 réglemente la vente du sel dans la province. Il est complété par l'édit d'août 1705 contre le faux-saunage.
Les différences de taxes donc de prix entraînent des trafics avec la Lorraine, les cantons suisses où le sel est moins cher (il est vendu à perte par la province pour respecter les traités de commerce) ou la Bourgogne où le sel est plus cher (pays de grande gabelle) mais c'est avec la Bresse (dans la région de Sellières, autour de la forêt de Chaux, dans la région de Cuiseaux) que la contrebande est la plus importante car le sel s'y vend près de 60 livres le quintal contre 15 dans le Jura voisin (voir carte). Entre octobre 1745 et juin 1746, 42 saisies de sel sont ainsi effectuées par les agents des fermes générales en Bresse. Les faux-sauniers (puisque le « vrai sel » est le sel royal) détournent du sel par différents moyens comme le frottement des pains de sel pour obtenir le « pousset », le siphonnage des saumures malgré les maisons de contrôle le long du saumoduc de Salins à Arc-et-Senans, les excédents de production non déclarés ou encore les attaques des transports de sel. Les contrebandiers risquent des amendes, puis le bannissement voire l’envoi aux galères en cas de récidive.
La gabelle du sel très impopulaire est abolie par l'Assemblée constituante le 1er décembre 1790 : la commercialisation du sel est uniformisée dans le royaume et la contrebande disparaît.

## Situation actuelle

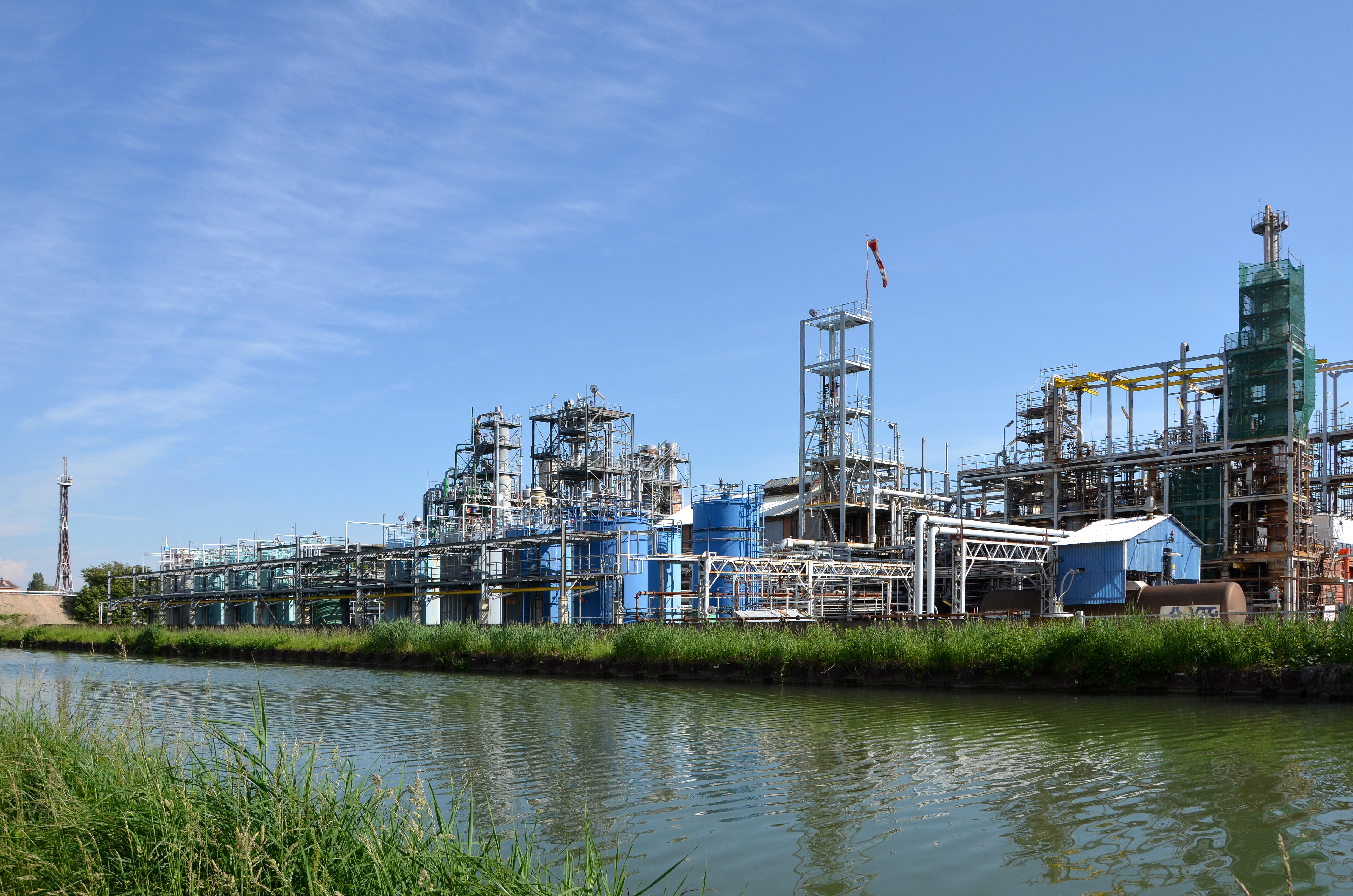
L'usine Solvay de Tavaux près de Dole.

Dans les années 2000, le sel du Jura n'est pratiquement plus exploité mais le souvenir d'une extraction millénaire demeure très présent comme le montrent le thermalisme, la création du musée du sel de Salins-les-Bains, la mise en valeur du site d'Arc-et-Senans ou les animations autour des routes du sel ou de la contrebande. Par ailleurs l'usine Solvay de Tavaux près de Dole maintient une industrie du sel dans le Jura mais elle n'est plus alimentée par le sel jurassien.
En 1930, à la suite des progrès de l'industrie chimique du XXe siècle, l'important complexe industriel chimique belge Solvay (fondé en 1861 par le chimiste et industriel Ernest Solvay) s'installe à Tavaux près de Dole sur une étendue de 300 hectares. L'entreprise extrait le sel par hydrolyse / électrolyse / procédé Solvay, à partir de saumure de gisement salifère de Bresse et de Poligny et de calcaire de Damparis. Elle produit et transforme 700 000 tonnes de sel par an (composé de 39 % de sodium et 61 % de chlore) et le transforme en de nombreux produits chimiques industriels dérivés : chlorure (plasturgie), hypochlorite de sodium (eau de Javel), soude caustique (détergent), chlorure de méthylène, chloroforme, tétrachlorure de carbone, perchloroéthylène, acide chlorhydrique, hydrofluorocarbure.